# Frigyes Ákos Hazslinszky
Frigyes Ákos Hazslinszky, all'anagrafe Friedrich August Hazslinszky von Hazslin (Kežmarok, 6 gennaio 1818 – Prešov, 16 settembre 1896), è stato un botanico e micologo ungherese.

## Biografia
Dopo aver completato i suoi studi liceali a Kesmark (oggi Kežmarok, Slovacchia), studiò filosofia, diritto, teologia e chimica, lavorando contemporaneamente come insegnante. Dopo un periodo di lavoro come insegnante a Debrecen e Sárospatak, e ulteriori studi a Vienna, divenne professore di fisica e matematica al Lutheran College di Eperjes (oggi Prešov) nel 1846.
I suoi interessi scientifici erano incentrati sulla flora dell'Ungheria, in particolare quella del Spiš, Orava e sui Monti Tatra. Hazslinszky pubblicò diverse opere sulla botanica, e micologia. Pubblicò diverse guide sulle piante,  in particolare più di un centinaio, tra cui Beiträge zur Kenntniss der Flora der Karpathen.
Fu anche membro della Accademia ungherese delle scienze.
Il genere Hazslinszkya è stato chiamato in suo onore da G. W. Körber nel 1861.

## Alcuni taxa chiamati in suo onore
- Sapindus Hazslinszkyi Ett.
- Ficus Hazslinszkyii Ett.
- Cedrella Hazslinszkyi Ung.
- Ranina Hazslinszkyi Reuss;
- Hazslinszkya gibberulosa Körber,
- Peziza Hazslinszkyi Cooke,
- Cryptospora Hazslinszkyi Rehm.
- Agaricus Hazslinszkyi Schulzer